# 筒井定次
筒井 定次（つつい さだつぐ）は、安土桃山時代から江戸時代前期の武将・大名。伊賀上野藩主。

## 生涯

### 筒井家相続まで
永禄5年（1562年）5月5日、慈明寺順国（筒井順国）の次男として生まれる。一族で本家筋の筒井順慶（従兄、母方の叔父でもある）に子が無かったため、順慶の養嗣子となった。最初、順慶の養子候補としては番条五郎が検討されており、羽柴秀吉（豊臣秀吉）の承諾も得ていたが、五郎が謝絶したため定次が養子となった。
天正6年（1578年）3月、織田信長の14番目の息女を娶る。名は秀子、または藤、伊賀上野に移って後に、上野御方と称されたという（『筒井諸記』『筒井補系』『増補筒井家記』） 。定次没後は日栄と号した（『系図纂要』織田系図）。

### 伊賀転封前
織田信長の死後は豊臣秀吉の家臣となり、大坂城へ人質として赴いた。天正12年（1584年）、順慶の死により家督を相続した。同年、小牧・長久手の戦いに参戦、この戦いで定次の家臣・松倉重信が奮戦し、戦功を称えられ右近大夫に叙任された。天正13年（1585年）の紀州征伐では堀秀政などと共に千石堀城を攻めた。『絵本太閤記』には、この城攻めで二尺七寸の太刀を振りかざし奮戦する定次の姿が描かれている。筒井軍は奮戦したが、その分兵の消耗も大きかったと『多聞院日記』は言及している。
同年の四国攻めにおいては、中村一氏や蜂須賀正勝と共に先鋒に任じられ、東条関之兵衛が籠城する木津城を攻撃する。同年8月、秀吉と佐々成政との合戦（富山の役）が起こるが、定次は四国に在陣中であったため参戦せず、宇陀衆を代理に派遣した。

### 伊賀転封後
天正13年（1585年）閏8月、秀吉は領国内の大規模な国替えを行い、畿内については羽柴一門・近臣で固める政策を実施した。この国替えで大和国には秀吉の弟・羽柴秀長が入国し、代わって定次は領国を大和国から伊賀国上野に移封された。
江戸時代の編纂物『増補筒井家下記』には定次は伊賀一国12万石・伊勢国の内で5万石・山城国の内に3万石の計20万石を与えられており、一方、移封前の大和44万石の内で与力を除いた筒井氏の純所領は18万石であり、伊賀国への移封は、2万石の加増であったとされている。また伊賀国は関東に対しての備えとしての役割を持つ街道の要衝であり、そのような重要な土地に定次を配置したことは、秀吉が定次を評価し、一定以上の信頼を寄せていたことの証左と考えることができるとする。
伊賀移封に伴い、定次は伊賀上野城を築城した。また、秀吉から羽柴姓を名乗る事を許され、従五位下伊賀守に任命された。
天正14年（1586年）、灌漑用水を巡って中坊秀祐と島左近の間で争いが起こり、定次が秀祐に有利な裁定を下した事で、憤慨した左近が筒井家を去るという事件が起こる。筒井家を去った左近は石田三成に仕えた。松倉重政、森好高、布施慶春といった有力家臣達も前後して筒井家を去っている。その背景には、秀祐らの台頭と専断があった。定次には、彼らを完全に抑制するだけの力量はなかったとも推測される。
同年の九州征伐では、伊賀国の留守を十市新二郎に任せ、1,500の手勢を率いて出陣、豊臣秀長の部隊に所属し、日向高城攻めなどで活躍する。天正16年（1588年）、豊臣姓を下賜された。天正18年（1590年）の小田原征伐では韮山城攻めに参加した。天正20年（1592年）からの文禄・慶長の役にも手勢3,000を率いて出陣し、肥前名護屋に詰めて、朝鮮に渡航していない。朝鮮の役の最中、顕著な武功を立てた加藤清正に称賛の使者を送った事や、名護屋で酒色に溺れ、中坊秀祐を憂慮させたことなどが『和州諸将軍伝』に記述されている。同書の記述によると、定次は病を得、秀吉の承諾を得て城詰の途中で途中伊賀国へ帰国した。

### 関ヶ原以後
慶長5年（1600年）の関ヶ原の戦いでは東軍に与した。定次は同腹の兄弟・筒井玄蕃允を城に残して会津征伐へ向かったが、その間に城を西軍方の新庄直頼、直定父子に奪われた。玄蕃允は敵兵に恐れをなし開城して高野山へ逃げた。この出来事は徳川家康の耳に入り、定次は引き返して多羅尾口から伊賀国に入った。主君の呼びかけに兵や下人らが集まり始め、大軍になった。新庄父子は勝ち目がないことを悟り、定次の嫡男を人質に和睦し、島ヶ原で開放した（『伊乱記』）。その後、定次は関ヶ原に駆けつけた。戦後、家康から所領を安堵され、新庄父子は改易された。

### 江戸時代
慶長8年（1603年）家康が征夷大将軍に任命され江戸に幕府を開くと筒井氏は伊賀一国を支配する国持大名となり、定次は伊賀守に叙任された。
慶長13年（1608年）、定次の重臣の中坊秀祐が定次の悪政や鹿狩での倦怠などの不行状を訴え、定次は幕命により改易となり、ここに大名としての筒井氏は滅亡した（筒井騒動）。改易の理由については、大坂城の豊臣秀頼に武家にとり重要とされる年賀の挨拶に赴き幕府の忠誠の態度を明確に示さずに日和見であり、もともと豊臣恩顧の大名であり伊賀国という大坂の近郊で軍事的な要衝の地を領していたことを幕府から危険視されたとされている。この筒井氏から藤堂氏への交代は、家康の対豊臣策の一環として理解するのが妥当で、豊臣恩顧大名の筒井氏が狙い撃ちされたのであった。家中紛争に介入して筒井氏を改易し、豊臣恩顧大名でありながら家康の側近ともいえる藤堂高虎に伊賀を与えたことは、大坂方を刺激することなく、しかも確実に徳川方勢力を上方方面に食い込ませるという、家康の戦略によるものであった。
定次は改易された後、鳥居忠政のもとに預けられることとなった。
慶長20年（1615年）3月5日、大坂冬の陣にて豊臣氏に内通したという理由により、嫡男・筒井順定と共に自害を命じられた。享年54。切腹を賜った経緯について、『伊陽安民記』『翁物語』は、大坂冬の陣の際、城中から放たれた矢の一つに筒井家で使われていたものがあり、その矢が内応の示唆を疑わせ、自害を命じられたと記している。しかしこの矢は筒井家が改易された際に四散したものが大坂城に紛れ込んだものと考えられている。『奈良坊目拙解』は、自害した定次父子の遺骸を伝香寺の住職が大安寺に葬り、伝香寺に石塔を建立したと伝える。
家康により筒井氏の家督は定次の従弟に当たる筒井定慶が大和郡山城1万石を与えられて継いだが、大坂夏の陣で豊臣方に大和郡山城を攻め落とされ（郡山城の戦い）、戦後もそのまま領地を失った。これにより筒井氏そのものが消滅したように書いてある書籍が多いが、定次流以外の他の筒井氏一族は東大寺住職や奉行や旗本などとして存続し、現在まで家名を保っている（定慶の弟・慶之（順斎）の子孫が1,000石の旗本となり、その子孫の筒井政憲、下曽根信敦父子など）。
定次の不行状を訴えた中坊秀祐はその後、幕府に取り立てられ、奈良奉行を勤めている。
定次には娘が3人がいたが、それぞれ鞆田九左衛門、新庄直氏、多田正吉に嫁いで天寿を全うした。

## 人物・逸話
- 定次は、伊賀上野城の築城に際しても、立地条件や地盤を考慮し、大坂を守る城として相応しい場所を選んだ。山頂を本丸、西に二の丸、北麓に三の丸とする平山城の近世城郭を築き、東海道からの徳川軍を監視・牽制と迎撃する拠点であった[13]。
- 文禄元年（1592年）に長崎で受洗しており、キリシタンであった事が改易原因の一つでもあると言われている[14]。
- 伊賀の侘しい寒村であった上野は、定次の整備によって大いに発展した。そのため地元では定次は今なお慕われている[12]。
- 文化面にも精通し、祭礼の振興に尽力した。茶道を嗜み、古田織部とも交流があった。明確ではないが伊賀焼の発展にも貢献したという[14]。

## 江戸期の軍記等や不明説話
- 『柴栗草子』は「兵法の達人であり、文芸にも秀で、筆跡は尊円親王にも匹敵し、画才は雪舟を髣髴とさせ、能楽の技巧も四座の太夫に劣らない」と評している。

## 定次とキリスト教
定次はキリスト教に入信していた。受洗日や洗礼名は不明であるが､31歳の時である。三箇マンショというキリシタンを匿っており、彼の話からキリスト教への関心を持っていた。天正20年（1592年）、三箇マンショの仲介によりアレッサンドロ・ヴァリニャーノ神父の知遇を得、キリスト教の洗礼を受けた。ルイス・フロイスは定次とヴァリニャーノの面会に同席していたが、定次を「人格の優れた人物」と評している他、高山右近もその人となりを評していた、とフロイスの記録では言及されている。フロイスの記録では、当時太閤秀吉を中心にキリスト教を迫害する風潮があった中、定次は伊賀にキリスト教を広く布教させる意思があることを述べていたという。

## 伝承
- 昭和35年（1960年）11月3日に纏められた筒井家の家系図『筒家里（とうかり）』によれば、定次の次男である春俊（一般的には春次と呼ばれる）は徳川家康の追っ手から逃げ延び、豊後国田福有安へ落ち延びた。その後は佐々木森重の保護を受けて農民となり、名を重右ェ門と改めた。なお、『筒家里』には昭和35年（1960年）までの当主の名も記されている。

- 土佐国本川郷（現高知県大川村・いの町本川）に筒井定次が落ち延びた伝承と、その末裔だと伝える筒井姓の家があり、天正4年（推定）7月4日付織田信長が順慶に宛てた手紙[注釈 3]などを所持している[18]。